# Wenn die Sonne untergeht
Wenn die Sonne untergeht (norw.: Når sol går ned) ist ein Roman von 1895 des norwegischen Autors Jonas Lie (1833–1908).

## Inhalt
Wenn die Sonne untergeht spielt in Jonas Lies Gegenwart von 1895 in einer kleinen, provinziellen norwegischen Küstenstadt. Thema des Romans ist wie so oft bei Lie die Ehe und die Liebe. Im Mittelpunkt stehen der Stabsarzt und seine Frau, die Klavier spielt, den Luxus liebt und in der Stadt bekannt dafür ist, dass sie auch mit ihren vierzig Jahren noch gerne flirtet. Zu Anfang der Geschichte wird sie von einem Freund des Hauses, Wingaard, dazu überredet, an einem Konzert teilzunehmen und es auch mit ihm zu veranstalten. Immer wieder lehnt sie ab mit Hinweis auf ihre zeitraubende Rolle als Hausfrau und Mutter. Doch da protestiert der Stabsarzt und betont ihre völlige Freiheit. Dies wiederholt sich immer wieder, bis die Frau sogar mit Wingaard über Nacht auf ein Violinkonzert nach Kristiania (Oslo) fährt. Der Stabsarzt trägt sein volles Vertrauen zur Schau, doch in ihm gehen ganz andere Dinge vor sich. Schließlich sind die Beweise eindeutig, dass die Ehefrau eine Affäre hat, doch er will es nicht glauben. Dafür beginnt er in steigender nervöser Aufgeregtheit darüber zu philosophieren, dass man eine schicksalhafte Hexenprobe wie im Mittelalter an gewissen Frauen vornehmen müsste. Die Idee wäre an sich gut gewesen, nur hätten sie damals die falschen Mittel benutzt. Dies geschieht dann auch mit tragischem Ausgang. Beobachtet wird all dies vom zunehmend besorgten Großvater, der kurz zuvor Witwer geworden ist. Dieser denkt immer noch über seine Ehe nach, da seine Frau auf dem Sterbebett zu ihm gesagt hatte, dass sie ihm alles verzeihen würde. Das kann er nicht verstehen. Die dritte Liebesgeschichte des Romans ist die der jungen Tochter des Hauses, der der Sohn des Apothekers den Hof macht. Durch die Stimmung im Hause ist sie allerdings äußerst verschüchtert und erst am Ende kommen sie zusammen. Diese beiden verkörpern die Hoffnung auf eine bessere Zukunft. Der Roman endet also keineswegs düster.

## Einordnung ins Werk
Wenn die Sonne untergeht fällt in die letzte Schaffensperiode von Jonas Lie. In dieser greift er einerseits die spirituelle Thematik seines Debüts Der Geisterseher wieder auf, andererseits interessiert er sich aber vor allem für die dämonischen Abgründe im Menschen. Eingeleitet wurde diese Phase mit dem Werk mit dem bezeichnenden Titel Böse Mächte.

## Rezeption
Wenn die Sonne untergeht wurde bei Erscheinen grundsätzlich positiv bewertet, vor allem in formaler Hinsicht durch die meisterhafte Verflechtung der verschiedenen Erzählstränge. Manche empfanden allerdings den Plot als zu spektakulär und zu kriminalromanartig. Bjørnstjerne Bjørnson warf seinem alten Freund Jonas Lie vor, er hätte zu viele französische Romane gelesen. Solche ästhetischen und auch dahinter versteckten moralischen Argumente werden heutzutage nicht mehr herangezogen. Heute gilt der Roman gerade wegen seiner Ungewöhnlichkeit als Klassiker.

## Ausgaben
- Når sol går ned. Gyldendal, Kjøbenhavn 1895, urn:nbn:no-nb_digibok_2009021803044
- Når sol går ned. Bergen 1970
- Når sol går ned. In: Samlede verker. Band IV. 1995, ISBN 82-05-23483-3, S. 277–360.
- Wenn die Sonne untergeht. Übersetzung von Martin Abraham. Books on Demand, Norderstedt 2012. ISBN 978-3-8448-1672-3.